# Teviot (rivière)
La  rivière Teviot  (en anglais : Teviot River) est un cours d’eau dans l’Île du Sud en Nouvelle-Zélande,

## Géographie
C’est un affluent du fleuve Clutha.